# كمال الدين الدميري
الدَّمِيْري كمال الدين محمد بن موسى (742- 808 هـ/ 1341- 1405 م) عالم باحث أديب، وفقيه شافعي. كان في أول أمره يعمل خياطًا، ثم غلبه حبُّ العلم فثابر على تلقيه حتى برَّز فيه، فأفتى ودرَّس بالقاهرة، ثم انتقل إلى مكة والمدينة للمجاورة والتدريس بهما قبل أن يعود إلى القاهرة مرَّة أُخرى.

## ولادته وتحصيله
ولد أبو البقاء كمال الدين محمد بن موسى بن عيسى بن علي الدَّمِيْرِي بمدينة القاهرة عام 742 هـ/ 1341 م، ونسبته إلى بلدة «دَمِيْرَة» في مصر. 
كان يتكسَّب بالخِياطة ثم أقبل على العلم، فتلقَّى علوم العربية والفقه والحديث والأدب بالجامع الأزهر على كبار علماء عصره، منهم الشيخ بهاء الدين السُّبكي، والشيخ جمال الدين الإسنوى، والكمال أبي الفضل النويري، وابن الملقِّن، والبلقيني، وبرهان الدين القيراطي، والبهاء عقيل.
وحين بلغ في معارفه مرتبة الأستاذية واعترف له شيوخه بذلك، تحوَّل إلى التدريس في الجامع الأزهر في حَلْقَة يُلقي فيها الدروس على تلامذته يوم السبت، وفي القبة البيببرسية حيث كان يحاضر في علم الحديث، وفي مدرسة ابن البقري بباب النصر حيث كان يعظ الناس يوم الجمعة، وفي جامع الظاهر بحي الحسينية حيث كان يلقي دروسه بعد عصر الجمعة.

## تلامذته
- العلامة تقي الدين الفاسي المحدِّث والمؤرِّخ.
- الشيخ شهاب الدين أبو العباس الأقفهسي الفقيه الشافعي.
- العلَّامة المؤرِّخ تقي الدين المقريزي، ذكر في عقوده أنه صاحب الدميري سنين، وارتاد مجلس وعظه لإعجابه به.
- ابنته أم حبيبة التي أجازها في العلم بعضُ شيوخ عصرها.

## صفاته
كان تقيًّا عابدًا خاشعًا بكَّاءً، وجمع بين السَّمت وحُسن الهيئة، ولُطْف المَعشَر وحُلوِ الحديث. واشتَهَر بأنه خطيب مفوَّه جميل الإلقاء في سهولة ووضوح.

## مؤلفاته
ألف كمال الدين الدَّمِيري العديد من الكتب في الفقه والحديث إلا أن أهم مؤلفاته وأشهرها كتاب حياة الحيوان الكبرى، ويعد هذا الكتاب مزيجًا من العلم والأدب واللغة والفلسفة والتاريخ والحديث، وقد تُرجم إلى العديد من اللغات واقتبس منه العديد من الغربيين.
أما أشهر كتبه الأُخرى فهي:
1. حاوي الحِسان من حياة الحيَوان، وهو اختصار لكتابه حياة الحيَوان.
2. الديباجة في شرح سنن ابن ماجه.
3. النجم الوهَّاج في شرح المنهاج للنووي.
4. أرجوزة في الفقه.
5. مختصر شرح لامية العجم للصفدي.[2]

## حياة الحيوان الكبرى
يُعَدُّ كتابه (حياة الحيَوان الكبرى) أكبرَ مرجع شامل في علم الحيَوان باللغة العربية، رتَّب الدَّمِيري الكائنات التي كتب عنها ترتيبًا هجائيًّا على حروف المعجم، وتناول بالبحث 1069 كائنًا موضحًا الصفات المميِّزة لكل كائن منها ممَّا كان معروفًا في عهده، وموضحًا أيضًا أسماء تلك الكائنات في مراحل نموِّها وأسماءها في مختلِف الدول العربية وأحكام الشريعة لتلك الحيوانات ومنتجاتها، وبعض الأحاديث النبوية التي ذُكرت فيها. وجمع مادته من 560 كتابًا و199 ديوان شعر.
اتخذ الدَّمِيري في مشاهداته لصفات الحيَوانات الأسلوبَ العلمي الحديث القائم على الرصد والمشاهدة، ولهذا الكتاب بعضُ المخطوطات في مكتبة برلين، ومكتبة باريس.
صدر الكتاب في عدة طبعات من أشهرها وأتقنها: بتحقيق الأستاذ إبراهيم صالح، صدرت عن دار البشائر بدمشق، في أربعة مجلدات، عام 1426هـ/ 2005م. 

## قالوا عن الدميري
- المستشرق جاكار Jacquard: جاء كتاب (حياة الحيوان) للدَّمِيري ينبوعًا فيَّاضًا من الحكمة الإسلامية والعربية، زاخرًا بقواعد الفقه والتشريع والأحاديث النبوية والفنون الأدبية والأمثال، تدفقت كلُّها من مناهلَ متعدِّدة ومصادرَ مختلفة، وتجمَّعت كلُّها في صعيد واحد ينهل منها القارئُ من المسلمين في العالم العربي فيضًا لا ينضُب ممَّا يعوزه الإلمام به في شؤونه الدينية والدنيوية.
- المستشرق لوكلير: إذا أُسقِط من الحساب ما ورد في كتاب الدَّمِيري من الخرافات والقصص وتراجم الأشخاص، فإن الكتاب يُعَد مجموعةً فريدة قيمة من الحقائق المتصلة بتاريخ الحيَوان.
- محرِّر مقدِّمة الكتاب في طبعة كتاب الجمهورية: ممَّا لا نزاعَ فيه أن كتاب (حياة الحيوان) للدَّمِيري قد عُرف في أورُبَّا منذ زمن طويل، لطلَّاب اللغة العربية في الجامعات الأوربية وغيرهم، واشَتَهر في الأوساط العلمية هناك بأنه كتابٌ عظيم قيِّم. ولا نزاعَ كذلك في أن هذا الكتابَ قد لعب دورًا هامًّا في الثقافة الغربية فكثيرًا ما اقتبسَ منه العلَّامة (لين) في معجمه العربي المشهور، كما اقتبس عنه (وشتنفلد)، وصفه وصفًا دقيقًا، كما استعان به العلَّامة (بوكارت) في مؤلَّفه المسمَّى (هيروزيكون)، كما أخذ عنه العلَّامة (هازل) بعض ما ورد عن مادَّة الجراد، نقلًا عن مخطوط في كوبنهاغن. وقد أورد العلَّامة (سلفستردي ساسي) مقتطفاتٍ مطوَّلةً من كتاب حياة الحيوان للدَّميري في كتابه (لاشاس دوبيين).
- إضافة إلى ذلك تضمَّنت مؤلفاتُ كثير من علماء أوربا، مقتبساتٍ من كتاب الدَّمِيري، أمثال (كرامر) و(هومل) و(تكسن) و(بريم) الألماني وسواهم.[4]

## وفاته
توفي الدَّمِيري في القاهرة، ليلة الثلاثاء 3 جُمادى الأولى 808هـ الموافق 4 نوفمبر (تشرين الثاني) 1405م، ودُفن بمقابر الصوفية بسعيد السُّعداء بالقاهرة.

## روابط خارجية
- كمال الدين الدميري على موقع الموسوعة البريطانية (الإنجليزية)